# Schlacht bei Bergen (1799)
Ostrach – Feldkirch – Stockach I – Verona – Magnano – Cassano d’Adda – Bassignana – Frauenfeld – Winterthur – Zürich I – Trebbia – Mantua – Novi – Döttingen - Vlieter – Bergen – Gotthardpass – Teufelsbrücke – Dietikon – Zürich II – Linth – Muotatal – Näfels – Egmont – Castricum - Genola – Wiesloch – Genua – Rheinklingen – Engen – Stockach II –  Meßkirch – Biberach II – Montebello – Marengo – Höchstädt – Oberhausen – Brión – Hohenlinden – Walserfeld – Pozzolo – Kopenhagen – Algeciras I – Algeciras II
Die Schlacht bei Bergen wurde am 19. September 1799 im Rahmen des Zweiten Koalitionskriegs in Nordholland geschlagen. Nahe Alkmaar und Bergen besiegten die Truppen der 1. Französischen und der Batavischen Republik unter dem Kommando von Guillaume-Marie-Anne Brune und Herman Daendels eine kurz zuvor gelandete, vereinigte Streitmacht Russlands und Großbritanniens, die vom Herzog von York befehligt wurde.

## Vorgeschichte
Im Zweiten Koalitionskrieg griff eine Allianz aus Russland, Österreich und Großbritannien das revolutionäre Frankreich an, um die im Frieden von Campo Formio besiegelten Ergebnisse des Ersten Koalitionskriegs zu revidieren. Zu den Operationen der Verbündeten gehörte eine Landung auf der Halbinsel Nordholland, damals Teil der von Frankreich kontrollierten Batavischen Republik. Am 27. August 1799 landete ein Expeditionskorps aus britischen und russischen Truppen bei Den Helder und drang nach Süden vor. Ihr Ziel war es, die batavische Flotte zu neutralisieren und einen Aufstand der Anhänger des ehemaligen Statthalters der Niederlande, Wilhelm V. von Oranien, zu unterstützen. Den russisch-britischen Truppen stellte sich eine kleinere französisch-batavische Armee entgegen. 
Am 15. September übernahm der Herzog von York das Kommando über die Expeditionsstreitkräfte, die nun etwa 30.000 Mann Infanterie und 1.200 Mann leichte Kavallerie umfassten. Ihnen standen 12.000 Niederländer gegenüber, die eine starke Verteidigungsstellung um Langedijk hielten. Sie wurden von etwa 10.000 Franzosen verstärkt, die eilig herangezogen und in Alkmaar, Bergen, Schoorl und Egmond aan Zee stationiert worden waren. Am 19. September rückten die Briten und Russen in vier Kolonnen von Schagerbrug aus vor. Da sie zu diesem Zeitpunkt in der Überzahl waren, suchten sie eine schnelle Entscheidungsschlacht.

## Planung und Vorbereitung
Als die britischen und russischen Kommandanten bemerkten, dass die batavischen Truppen ihre Deckung vernachlässigten und eine wichtige Position unbesetzt ließen, entschlossen sie sich zum Angriff. Ihr Plan sah vor mit dem linken Flügel den Gegner bei der Zuiderzee zu bekämpfen, während der rechte ihn von den Höhen bei Camperduin vertreiben und Bergen einnehmen sollte. Aber das Terrain war schwierig. Auf dem Weg der Invasionsarmee lagen viele Kanäle und Feuchtgebiete, es gab nur wenige Straßen, und die Bataver hatten viele wichtige Brücken zerstört und die Hauptstraßen mit Hindernissen abgesichert. Zudem nahmen ein Teil der batavischen Truppen eine vorteilhafte Stellung auf Sandhügeln bei Petten ein.

## Schlachtverlauf
Den Kampf eröffneten russische Truppen, die am 19. September um 8.00 Uhr Stellung bei Bergen bezogen hatten. Sie warteten jedoch vergeblich auf Unterstützung durch ihre britischen Verbündeten. Diese waren noch nicht einmal auf den Kampf vorbereitet, da die britischen und russischen Kommandanten versäumt hatten, ihre Uhren zu synchronisieren. Das Ergebnis dieses Fehlers war, dass die russischen Truppen rasch von den Franzosen eingekreist wurden. Die Russen wurden aus Bergen vertrieben und mussten sich ins nahegelegene Schoorl zurückziehen, das sie später ebenfalls aufgeben mussten.
Das Dorf wurde zurückerobert durch britische Truppen unter dem Kommando von Robert Manners. Diese Truppen, verstärkt durch einige  russische und weitere britische Divisionen, schafften es, die Franzosen kurzzeitig zurückzudrängen, doch aufgrund von Munitionsmangel und steigender Erschöpfung der Truppen zogen sie sich bald nach Petten zurück.
Die Kolonne unter Generalleutnant Dundas griff in der Dämmerung das Dorf Warmenhuizen an, wo der Gegner mit einer starken Artilleriebatterie gut positioniert war. Drei Bataillone der Russen unter Generalmajor Sedmoratsky stürmten von einer Seite gegen das Dorf an und das 1. Garde-Regiment gleichzeitig  von einer anderen. Verstärkt wurden sie dabei durch Angriffe von Grenadieren, die eigentlich dafür vorgesehen waren, nach Schoorldam zu marschieren. Mit dieser Unterstützung gelang es ihnen, das Dorf einzunehmen.
Den Briten gelang es außerdem, die Dörfer Hoorn und Oudkarspel einzunehmen. Doch insgesamt waren die britischen und russischen Truppen zu weit verstreut, um noch effektiv gegen die Franzosen kämpfen zu können. Fehlende Koordination zwischen Russen und Briten sowie Überschwemmungen und fehlende Deckung der Flanken waren die größten Probleme. Daher entschlossen sich die alliierten Kommandanten, ihre Truppen zurückzuziehen.

## Folgen
Der kurz zuvor ernannte russische Kommandant Michail Kutusow, der von St. Petersburg aus unterwegs war, um das Kommando über die russischen Truppen zu übernehmen, erfuhr von dem Debakel bei Hamburg und kehrte nach Russland zurück, da er annahm, der Krieg sei verloren.
Die Bataver eroberten alle verlorenen Stellungen zurück. Ihre Flanke wurde durch Überschwemmungen gesichert. So ließ sich der Raum zwischen Alkmaar und der Zuiderzee mit einer kleinen Zahl von Truppen verteidigen. Der Rest der Armee, der mit frischen Truppen verstärkt wurde, wurde zwischen Langedijk und der Nordsee konzentriert. Außerdem wurden Schoorldam, Oudkarspel und Koedijk befestigt. 
Das nächste Aufeinandertreffen beider Armeen, die Schlacht von Alkmaar am 2. Oktober, blieb unentschieden, während die Schlacht von Castricum am 6. Oktober mit einem weiteren, diesmal entscheidenden französisch-niederländischen Sieg endete. Am 18. Oktober unterzeichnete der Herzog von York die Konvention von Alkmaar, in der sich Briten und Russen zum Abzug aus Holland verpflichteten. Russland schied kurz darauf ganz aus der antifranzösischen Koalition und damit aus dem Krieg aus. Die Kämpfe sind auf dem Arc de Triomphe in Paris mit der  Ortsangabe „Alkmaer“ verzeichnet.